# Горно-Таёжное

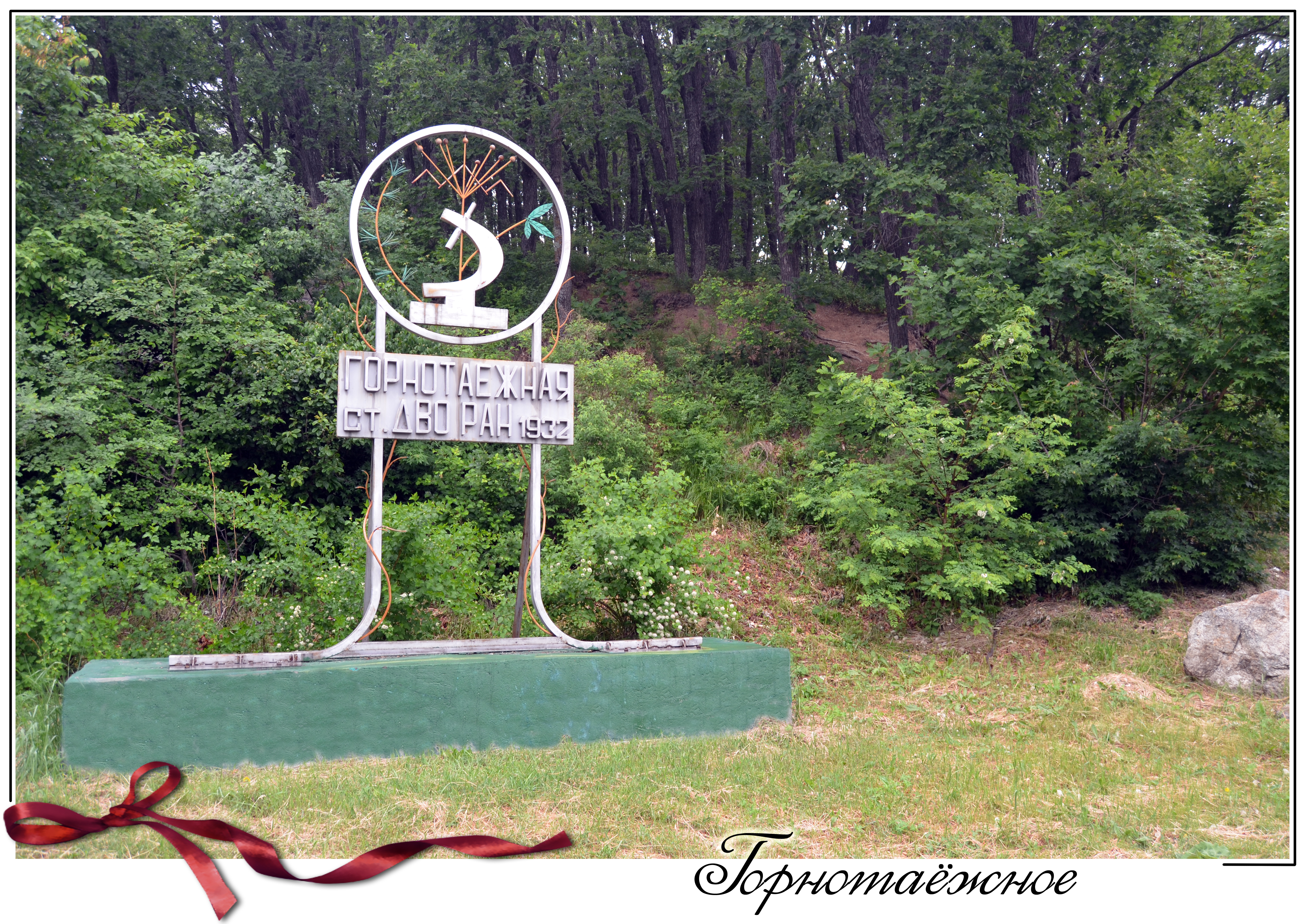
Памятный знак

Го́рно-Таёжное — село в Уссурийском городском округе Приморского края России, входит в состав Кондратеновской территории.

## География
Село Горно-Таёжное расположено на западных склонах гор Пржевальского, в 25 км к юго-востоку от Уссурийска, стоит на правом притоке реки Комаровка.
Ближайшие сёла: Заречное — на правом берегу реки Комаровка, расстояние 4 км; Долины — на левом берегу реки Комаровка, расстояние 4 км.
Климат
Климат села умеренный, муссонный с жарким и влажным летом и холодной сухой зимой.

## Транспорт
С административным центром Уссурийском село связано автобусным маршрутом № 117.

## Население
| 2002 | 2010 |
| ---- | ---- |
| 267  | ↘240 |

## Улицы
| - пер. Лесной, - ул. Самойлова, - ул. Солнечная. |

## Инфраструктура
Большинство строений в селе — это частные дома или 2-3-этажные многоквартирные дома, несколько административных зданий советской эпохи. Застройка села весьма редкая, дома стоят группами, которые разбросаны на большой площади посреди густой древесной растительности.
Вблизи Горно-Таёжного находится Уссурийская астрофизическая обсерватория — самая восточная в стране.
В селе располагается Горнотаёжная станция имени В. Л. Комарова ДВО РАН, основанная в 1932 году. Станция имеет площадь 4747 га и граничит с Уссурийским заповедником. Станция занимается изучением лекарственных растений, дендрологией, экологией насекомых, мониторингом лесной растительности, изучением физиологии и селекции лесных растений. На её территории находится естественный дендрарий, основанный в 1930-е годы, в котором произрастают не только представители дальневосточной флоры, но и растения других стран и материков. Задуманный как естественный парк Уссурийского леса, он неоднократно пополнялся деревьями, кустарниками, травами из различных уголков земного шара.